# Wireless Markup Language
Wireless Markup Language (kratica WML) je označevalni jezik za opis strani za dostop preko WAP-naprav. Jezik temelji na XML.
Primer:
```
<?xml version="1.0" ?>

<!DOCTYPE wml PUBLIC "-//PHONE.COM//DTD WML 1.1//EN"

  "http://www.phone.com/dtd/wml11.dtd">

<wml>

 
<card
 
id=
"main"
 
title=
"Prva"
>

  
<p
 
mode=
"wrap"
>
Primer
 
strani.
</p>

 
</card>

</wml>

```